# توني بيتن
توني بيتن (3 مارس 1922 بنيويورك في الولايات المتحدة - 23 يوليو 2007 في الولايات المتحدة) (بالإنجليزية: Tony Peyton)‏ هو ضابط ولاعب كرة سلة أمريكي في مركز مدافع مسدد الهدف. لعب مع هارلم غلوبتروترز.

## وصلات خارجية
- توني بيتن على موقع سبورتس رفرنس (الإنجليزية)